# جوردن غاي
جوردن غاي (بالإنجليزية: Jordan Gay)‏ هو لاعب كرة قدم أمريكية أمريكي، ولد في 29 مارس 1990 في دانفيل في الولايات المتحدة.

## وصلات خارجية
- جوردن غاي على موقع مرجع كرة القدم المحترفة.كوم (الإنجليزية)